# Grand télescope d'Afrique australe
Southern African Large Telescope • SALT
Pour les articles homonymes, voir SALT.

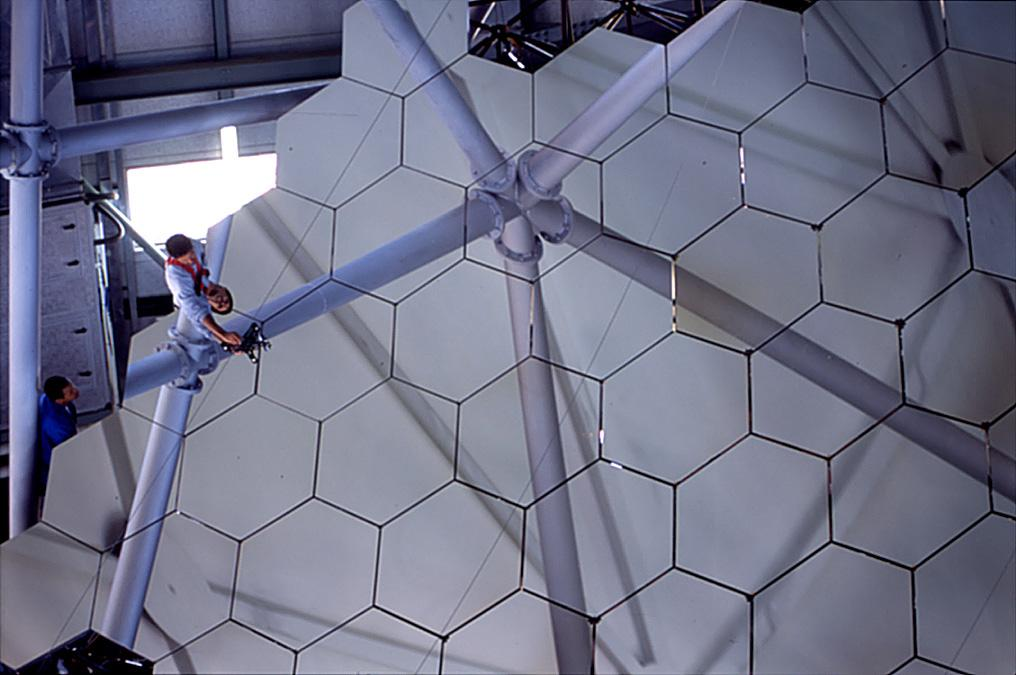
Miroir du SALT.

Le Grand télescope d'Afrique australe, en anglais Southern African Large Telescope (SALT), est un télescope de grande envergure installé sur le site d'observation de l'Observatoire astronomique sud-africain, en Afrique du Sud dans le désert du Kalahari, et opérationnel depuis 2005. Comme tous les observatoires astronomiques modernes, l'endroit n’a pas de grande ville à proximité, évitant ainsi les problèmes de pollution lumineuse.
Le SALT est un cousin amélioré du Télescope Hobby-Eberly. Il a donc la particularité d'utiliser 91 miroirs hexagonaux d'un mètre, constituant ainsi un miroir primaire de 11,1 mètres pour 9,2 mètres d’ouverture effective. Le miroir primaire est fixe, et le pointage en azimut se fait en orientant toute la structure du télescope. C'est la position du miroir secondaire, lui mobile -- autre particularité -- qui permet de suivre un objet dans le ciel pendant le temps d'exposition. SALT est pour l'instant équipé de deux spectrographes et d'une caméra CCD (appelé Salticam), et qui vient d'acquérir ses premières images. 
Le télescope SALT a coûté 30 millions de dollars. Sa construction est financée par plusieurs universités et organismes internationaux rassemblés autour de la fondation nationale de la recherche sud-africaine (voir les partenaires ci-dessous). SALT est situé dans le désert du Kalahari, plus précisément sur le site de l'Observatoire astronomique sud-africain, dans la province du Cap-du-Nord, au nord de la ville du Cap. 

## Nom
Le télescope s'appelle le Grand télescope d'Afrique australe, en anglais Southern African Large Telescope, et non pas le Grand télescope d'Afrique du Sud, en anglais South African Large Telescope, pour illustrer le désir, par les Sud-Africains, de voir ce télescope comme un outil à la disposition de la recherche africaine dans son ensemble, et pas seulement réservée aux seuls astronomes sud-africains. Dans la pratique, l'Afrique du Sud est le seul pays du sud du continent qui a une (très) longue tradition de recherche astronomique.

## Partenaires
- La National Research Foundation of South Africa
- Nicolaus Copernicus Astronomical Centre de l'Académie polonaise des sciences.
- Le Télescope Hobby-Eberly
- L'Université Rutgers, New Jersey, États-Unis
- L'Université de Göttingen, de Göttingen, en Allemagne
- L'Université du Wisconsin-Madison
- L'Université de Canterbury, Nouvelle-Zélande
- L'Université de Caroline du Nord à Chapel Hill
- Le Dartmouth College, États-Unis
- L'Université Carnegie-Mellon
- Le United Kingdom SALT Consortium (UKSC), comprenant :
  - L'Observatoire d'Armagh
  - L'Université de Keele
  - L'Université de Central Lancashire
  - L'Université de Nottingham
  - La Open University
  - L'Université de Southampton

## Instrumentation disponible
- High Resolution Spectrograph (HRS)
- Robert Stobie Spectrograph (RSS)
- SALT Imaging Camera (SALTICAM)
- Berkely Visible Imaging Tube (BVIT)